# Тебенькова
Тебенькова — деревня в Кудымкарском районе Пермского края. Входила в состав Белоевского сельского поселения. Располагается западнее от города Кудымкара. Расстояние до районного центра составляет 36 км. По данным Всероссийской переписи населения 2010 года, в деревне проживало 143 человека (75 мужчин и 68 женщин).

## История
Известна с 1795 года как починок Габов. В нём тогда жили Тебеньковы, фамилия которых закрепилась за названием селения.
По данным на 1 июля 1963 года, в деревне проживал 251 человек. Населённый пункт входил в состав Кувинского сельсовета.

## Известные люди
В деревне родилась коми-пермяцкая певица Е. В. Плотникова.